# Al-Qubeiba
 (avril 2021).
Si vous disposez d'ouvrages ou d'articles de référence ou si vous connaissez des sites web de qualité traitant du thème abordé ici, merci de compléter l'article en donnant les références utiles à sa vérifiabilité et en les liant à la section « Notes et références ».
Al-Qubeiba (en arabe : القبيبة) est un village palestinien du gouvernorat de Jérusalem situé à 11 kilomètres au nord-ouest de Jérusalem, dans le nord de la Cisjordanie. Al-Queiba se trouve à une altitude de 783 à 795 m. Situé dans une zone de conflit, proche de la frontière entre Ramallah et Jérusalem, le village est entouré des villes de Biddu à l'est, de Beit 'Anan au nord-ouest, de Qatanna au sud-ouest, de Kharayib Umm al-Lahim à l'ouest et de la colonie de Giv'on HaHadashah au sud-est. Contrairement à la région environnante, désertique, les 3 321 habitants peuvent profiter de vastes zones couvertes de pins et d'oliviers qui font d'al-Qubeiba, une véritable oasis.

## Histoire

### Des croisades aux mamelouks
Sous la domination franque, on notait déjà la création, au moins à partir de 1159, d'un village colon le long de l'ancienne route romaine, du nom de Parva Mahomeria, soit un lieu de prieres.
Après la prise de Jérusalem par les musulmans et l'expulsion des Francs de la Terre Sainte, le village passa sous domination des franciscains. Au XIIIe siècle, Qubeibeh, qui devint al-Qubeiba bien plus tard, fut adopté par les pèlerins comme l'emplacement du mythique Emmaüs supplantant le village d'Abu Gosh voisin dans cette fonction. On note alors, dès 1335, des pèlerinages annuels accomplis par les franciscains sur ce nouveau site.

### Période ottomane
En 1838, le village, alors nommé el-Kubeibeh, faisait partie de la région de Beni Malik regroupant les localités à l'ouest de Jérusalem.
En 1863, l'explorateur français Victor Guérin, faisant alors la visite de la Terre Sainte dans l'un de ses voyages, décrivit le village comme peuplé d'une simple centaine de personnes, vivant dans de vieilles maison, chacune composée d'une seule pièce, en somme, dans la pauvreté.
Une liste de recensement des villages ottomans datant d'environ 1870 semble confirmer les observations de Guérin. Celle-ci révèle que el-kubebe comptait alors 79 habitants (seuls les hommes sont ici comptés) répartis dans 12 maisons.
En 1883, une enquête menée par le Palestine Exploration Fund décrivit le village comme de taille moyenne, debout sur une crête plate avec quelques oliviers, surplombé à l'ouest par un monastère de moines latins établi en 1862 ainsi qu'une ancienne église en ruine datant de l'époque croisée.
En 1896, la population d'El-kubebe était estimée à environ 144 personnes.

### Mandat britannique
En 1922, lors du recensement de la Palestine, les autorités britanniques estimaient que al-Qubeiba comptait 236 habitants dont 26 catholiques et 210 musulmans. En 1931, ce nombre avait augmenté à 316 pour 55 chrétiens et 261 musulmans répartis dans 83 maisons.
En 1945, al-Qubeiba comptait 420 habitants dont 340 musulmans et 80 chrétiens qui se partageaient 318 hectares de terre. Sur ce total, 53 hectares étaient occupés par des plantations et des terres irrigables, 103 hectares étaient utilisés pour la culture de céréales tandis que seuls 2 hectares étaient réservés aux habitations.

### Domination jordanienne
À partir de 1948, à la suite de la guerre israélo-arabe, les accords d'armistice décrétèrent que al-Qubeiba passerait sous domination jordanienne. Néanmoins ce n'est qu'à partir de 1950 que l'annexion du village sera effective.
En 1961, al-Qubeiba comptait 701 habitants dont 116 chrétiens, le reste musulman.

### Occupation israélienne après 1967
À la suite de la guerre des Six Jours en 1967, al-Qubeiba passa sous occupation israélienne. En 1967, un recensement demandé par les nouveaux occupants comptait 688 dont 21 colons israéliens.
En 1995, les accords passés entre Israël et l'autorité palestinienne coupèrent le village en deux et en accordant la moitié à l'état juif et l'autre aux territoires musulmans. Sur le territoire sous contrôle juif, plus de 50 hectares des terres communales furent confisquées pour construire le mur de séparation.

## Tourisme
Connue pour son climat frais en été et son panorama très ouvert, al-Qubeiba profite du tourisme religieux chrétien. En effet, celui ci abrite l'église Saint-Cléophas, une église franciscaine vieille de plus d'un siècle construite à l'endroit même où Jésus-Christ est supposé avoit partagé le pain avec deux de ses disciples. De même, le village dispose de vestiges de l'ancienne voie romaine pavée qui reliait Jaffa à Jérusalem. Celle-ci, très importante sur le plan historique en elle-même est également entourée de vestiges des maisons de croisés qui profitent d'autant plus au petit village.

## Enclavement lié à la colonisation israélienne
La région au nord-ouest de Jérusalem comprend 18 villes et villages palestiniens, séparés par 11 colonies israéliennes, 112 km de barrière de séparation et 4 postes militaires permanents de contrôle. De plus, cette zone est déjà entourée de 69 km de « routes à accès limité » . 62 052 Palestiniens vivent dans trois enclaves sans communication directe entre elles désormais : 
• La zone Ouest, la plus étendue, qui comprend Al Qubeiba, Bet Surik, Biddu, Qattana, Bet Ijza, Bet Duqqu, AL Tira, Bet Ina
• La zone Est, qui comprend Qalandia, Al jib, Bir Nabala, Bet Hanina AL Balad, AL .
• La zone médiane, qui comprend Bet Iksa
Al-Qubeiba Beit Surik, Biddu , Qatanna, Beit Ijza Beit Duqqu, at-Tira, Beit 'Anan, Kharayib, Umm al-Lahim  forment l'« enclave de Biddu ». L' enclave est reliée à Ramallah par des passages souterrains et une route clôturée des deux côtés, isolée des territoires palestiniens en dehors de ce passage très contrôlé. Depuis l'« enclave de Biddu », les Palestiniens empruntent une route clôturée qui passe sous une route de contournement vers l' enclave de Bir Nabala, puis empruntent un deuxième passage souterrain sous la route de contournement 443 vers Ramallah.
Diaa' A-Din 'Abd al-Karim Ibrahim Abu 'Eid[Qui ?] a été abattu par balle lors d'une manifestation contre la barrière le 18 avril 2004.  Muhammad Fadel Hashem Rian et Zakaria Mahmoud 'Eid Salem[Qui ?] ont été abattus lors de manifestations contre la barrière le 26 février 2004 à Beit Ijaz (un village satellite de Biddu).

## Transport
Al-Qubeiba est accessible uniquement par la route de Ramallah qui continue celle partant de Jérusalem. Toutefois, en raison de la fermeture des routes du village à Jérusalem à partir la deuxième Intifada, aujourd'hui, seuls les détenteurs de passeports étrangers ou de cartes d'identité de Jérusalem peuvent rejoindre le village depuis la capitale hiérosolymitaine.

## Éducation
Al-Qubeiba a deux écoles gérées par le gouvernement (une école primaire mixte et une autre école secondaire pour filles). Il bénéficie également de plusieurs crèches et écoles maternelles. Le village abrite également «l'école d'infirmières d'al-Qubeiba» qui fonctionne en association avec l'école d'infirmières de l'Université de Bethléem pour offrir aux étudiantes un baccalauréat en sciences infirmières.

## Santé
Les installations médicales d'Al-Qubeiba sont classées au niveau 2 selon le ministère de la Santé de l'Autorité nationale palestinienne. Des dispensaires publics de soins de santé primaires et secondaires fonctionnent dans le village en plus d'un dispensaire géré par l'Allemagne. Plusieurs autres cliniques médicales et dentaires privées existent également.

## Gouvernement
Le village est dirigé par un conseil local élu tous les quatre ans et est principalement financé par le ministère palestinien des autorités locales. 
Al-Qubeiba a un «club al-Qubeiba» financé et géré localement qui propose de nombreuses activités éducatives, professionnelles, sportives aux habitants du village. Il bénéficie également de la présence d'un parc (avec une piscine extérieure semi-olympique) et de deux grandes salles polyvalentes pour les mariages et autres événements majeurs. De plus, il dispose d'un pressoir à olives moderne entièrement automatisé qui fonctionne au service des agriculteurs du village et des villages et villes voisins.